# Piłka nożna w Irlandii

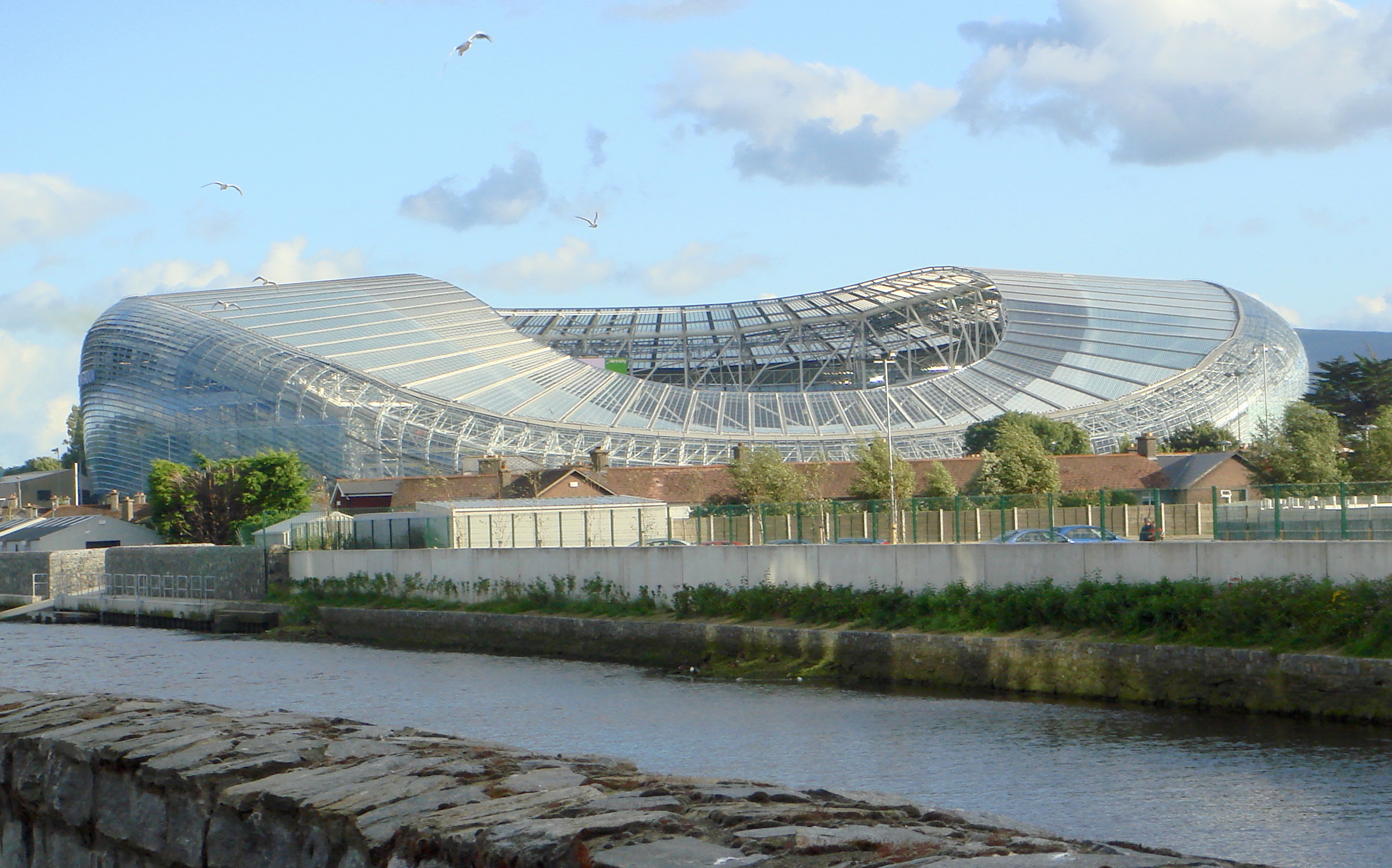
Aviva Stadium, arena domowa reprezentacji narodowej

Piłka nożna (irl. Peil pʲɛlʲ) jest najpopularniejszym sportem w Irlandii. Jej głównym organizatorem na terenie Irlandii pozostaje Football Association of Ireland (FAI).
Według stanu na 1 listopada 2021 roku Robbie Keane i Shay Given mają odpowiednio 146 i 134 występów reprezentacyjnych, a Robbie Keane strzelił 68 bramek w barwach reprezentacji Irlandii.
W irlandzkiej Premier Division grają takie znane kluby, jak Shamrock Rovers, Dundalk i Shelbourne.

## Historia

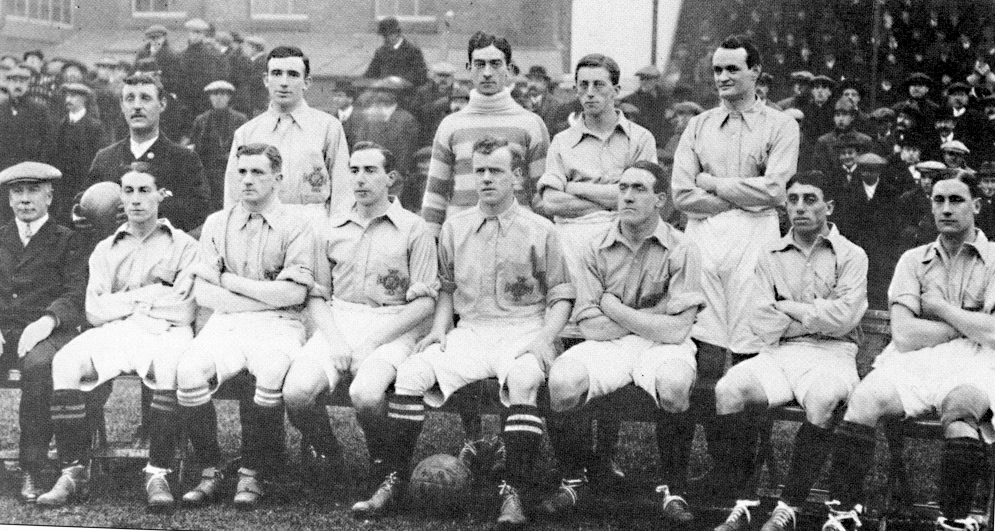
Drużyna narodowa w 1914 roku.

Piłka nożna zaczęła zyskiwać popularność w Irlandii w drugiej połowie XIX wieku. W 1887 roku w Athlone powstał pierwszy irlandzki klub piłkarski Athlone Town F.C. Przez dłuższy czas Irlandia znajdowała się pod panowaniem Wielkiej Brytanii. Koniec angielskiej dominacji miał miejsce w początkach XX wieku, najpierw poprzez rozpoczęcie powstania wielkanocnego w 1916 roku oraz poprzez podpisanie Traktatu angielsko-irlandzkiego w 1921.
Po założeniu irlandzkiej federacji piłkarskiej – FAI w 1921 roku, rozpoczął się proces zorganizowania pierwszych oficjalnych Mistrzostw Irlandii. W sezonie 1921/22 startowała pierwsza edycja rozgrywek o mistrzostwo kraju. W League of Ireland 8 drużyn walczyło systemem ligowym o tytuł mistrza kraju.
W 1985 utworzono zawodową ligę piłkarską w Irlandii (League of Ireland), która podzieliła kluby na 2 dywizje: Premier Division (pierwszy poziom rozgrywkowy) i First Division (drugi poziom rozgrywkowy).

## Format rozgrywek ligowych
W obowiązującym systemie ligowym trzy najwyższe klasy rozgrywkowe są ogólnokrajowe (League of Ireland Premier Division, League of Ireland First Division oraz Leinster Senior League, Munster Senior League, Ulster Senior League). Dopiero na czwartym poziomie pojawiają się grupy regionalne.

## Puchary
Rozgrywki pucharowe rozgrywane w Irlandii to:
- Puchar Irlandii (FAI Cup),
- Puchar Ligi Irlandzkiej (League of Ireland Cup),
- Superpuchar Irlandii (FAI Super Cup) - mecz między mistrzem kraju i zdobywcą Pucharu.